# Allen (Teksas)
Allen je grad u američkoj saveznoj državi Teksas. Prema popisu stanovništva iz 2010. u njemu je živjelo 84.246 stanovnika.